# Giải thưởng Thành phố Toàn nước Mỹ
Giải thưởng Thành phố Toàn nước Mỹ (tiếng Anh: All-America City Award) là chương trình ghi nhận cộng đồng ở Hoa Kỳ do Liên đoàn Công dân Quốc gia trao tặng. Giải thưởng ghi nhận công việc của các cộng đồng khi nhờ cậy đến sự tham gia toàn diện của người dân nhằm giải quyết những vấn đề quan trọng và tạo ra sự kết nối mạnh mẽ hơn giữa người dân, doanh nghiệp và các nhà lãnh đạo tổ chức phi lợi nhuận cùng chính phủ. Liên đoàn Công dân Quốc gia từng mệnh danh giải thưởng này là "Giải Nobel về Quyền Công dân Kiến tạo" – được trao tặng cho hơn 500 cộng đồng trên khắp đất nước. Giải thưởng này dành cho tất cả các cộng đồng người Mỹ từ các thành phố và khu vực lớn xuống đến các thị trấn, làng mạc, quận lỵ, khu phố và bộ lạc.
Kể từ khi chương trình bắt đầu vào năm 1949, hơn 500 cộng đồng được vinh danh là Thành phố Toàn nước Mỹ. Mỗi năm, các cộng đồng quan tâm đệ trình một gói toàn diện dựa trên các tiêu chí đã công bố được đánh giá trong quá trình lựa chọn giải thưởng. Các cộng đồng xứng đáng được xướng tên là ứng viên lọt vào vòng chung kết, và mười người chiến thắng giải thưởng của năm được nêu tên từ nhóm ứng viên này. Sau đó, đại diện từ các cộng đồng lọt vào vòng chung kết sẽ đến Denver để kể lại câu chuyện về công việc và cộng đồng của họ trước ban giám khảo toàn các chuyên gia trong nước. Hội nghị trao giải bao gồm các hội thảo về những tập tục đầy hứa hẹn.

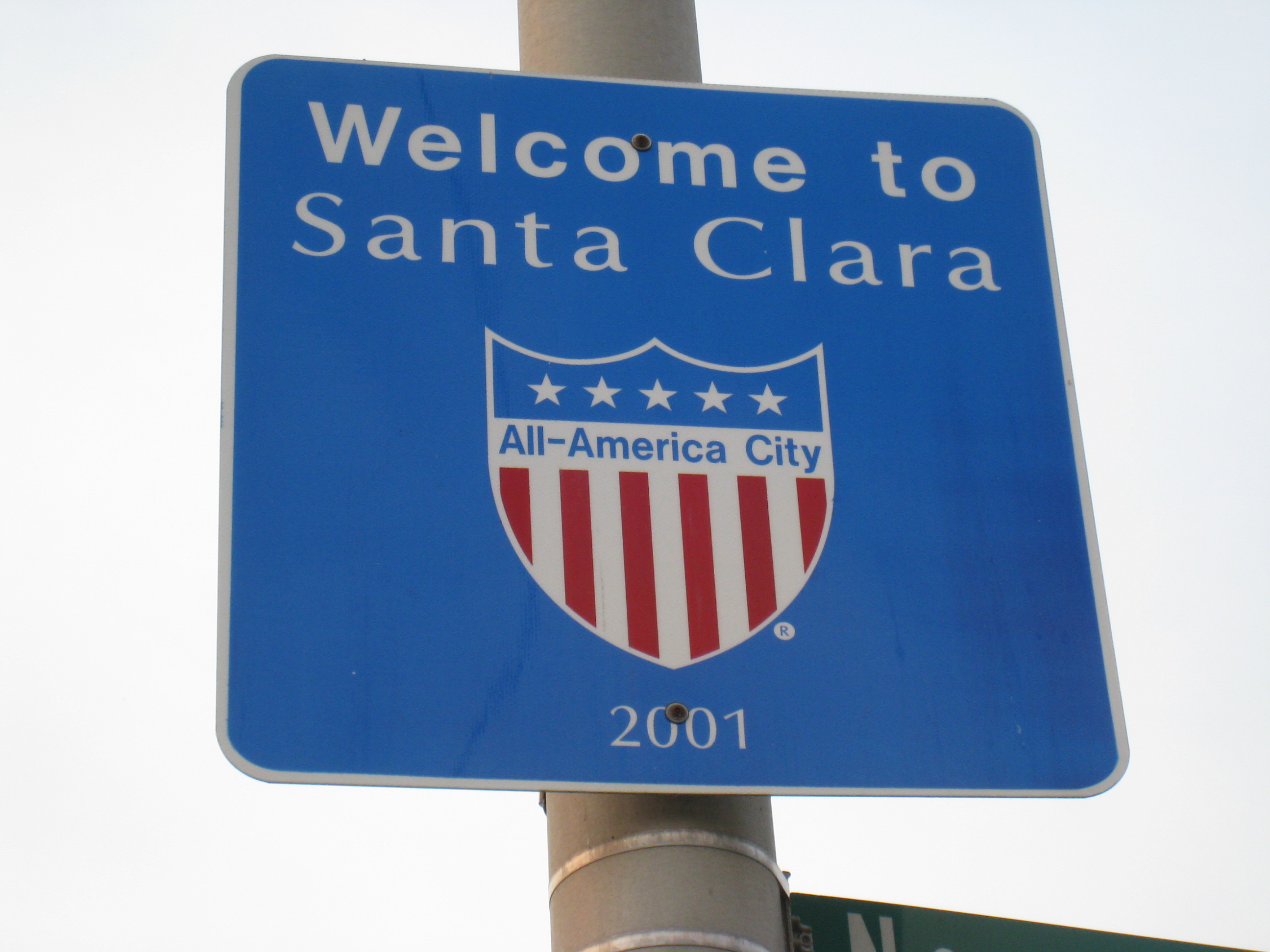
Biển báo chào mừng ở Santa Clara, California, làm nổi bật giải thưởng năm 2001 của nơi này.